# 津森宥紀
津森 宥紀（つもり ゆうき、1998年1月21日 - ）は、和歌山県和歌山市出身のプロ野球選手（投手）。右投右打。福岡ソフトバンクホークス所属。

## 経歴

### プロ入り前
和歌山市立楠見小学校3年から野球を始め、楠見中学時代は硬式野球の和歌山ビクトリーズに所属。2年から投手になり、3年夏には全国大会に出場する。高校は和歌山東高校に進学し、1年秋に上手投げからサイドスローに転向する。2年秋からエースになるものの、高校時代は甲子園出場経験はなかった。
高校卒業後は東北福祉大学に進学し、3年の第67回全日本大学野球選手権大会ではリリーフ投手として同大学の14年ぶりの優勝に貢献し、最優秀選手に輝く。
また2年と3年に大学野球日本代表に選出され、ドラフト上位候補に挙がっていたが4年の春にフォームを崩してしまい、第68回全日本大学野球選手権では準々決勝の対佛教大学戦で3点差をリードしている7回に登板するものの、制球難に苦しんだ上にサヨナラスクイズにより敗退した結果、3年連続の大学野球日本代表入りを逃した。4年秋には第49回明治神宮野球大会に出場するも1回戦で自身のエラーによってサヨナラ負けを喫する。
2019年10月17日に行われたプロ野球ドラフト会議で福岡ソフトバンクホークスから3位指名を受け、11月26日に契約金6000万円、年俸1100万円（金額は推定）で契約に合意した。背番号は11。

### ソフトバンク時代
2020年は新型コロナウイルスの影響で120試合制の短縮シーズンとなり、開幕も6月に延期されたが、中継ぎとして開幕一軍入りを果たした。6月21日の千葉ロッテマリーンズ戦で先発の二保旭が中村奨吾への危険球により退場処分となり、無死満塁の場面でプロ初登板を迎えたが、最初の打者である井上晴哉に満塁本塁打を打たれた。「初登板で第一打者に本塁打を打たれた投手」は同日に記録したサンチェスに続いて史上76人目、パ・リーグ史上では前年の神戸文也に続く40人目、ソフトバンクでは2017年の髙橋純平以来であったが、満塁本塁打での記録はNPB史上初であった。その後は5回途中まで追加点を与えず、デビュー戦は3回0/3を被安打3自責点1という内容で終えた。6月24日の埼玉西武ライオンズ戦でプロ初勝利を挙げ、7月2日の北海道日本ハムファイターズ戦ではプロ初ホールドを記録した。その後、8月16日にチーム事情により初めて出場選手登録を抹消され、9月24日に一軍再昇格となったが、同30日の東北楽天ゴールデンイーグルス戦で1試合に登板したのみで10月17日に登録抹消。ルーキーイヤーは一軍で14試合に登板し、1勝0敗3ホールド・防御率2.76を記録。日本シリーズでは登板機会は無かったが、出場資格者名簿に登録された。オフに200万円増となる推定年俸1300万円で契約を更改した。
2021年は2年連続で中継ぎとして開幕一軍入りを果たすと、開幕からフル回転の働きを見せ、35試合の登板で防御率1.35を記録し、7月5日に監督推薦でオールスターに初選出。球宴第2戦の5回表に登板し、1イニングを三者凡退に抑えた。後半戦は右肩の張りで1か月ほど戦列を離れた時期もあったが、この年は45試合の登板で1勝0敗11ホールド・防御率2.18を記録し、オフに1700万円増となる推定年俸3000万円で契約を更改した。
2022年も開幕一軍入りし、日本ハムとの開幕戦、1点ビハインドの8回表から登板し、3者連続三振に抑えると、チームが8回裏に4点を奪って逆転勝利を収めたことでシーズン初登板初勝利。試合後の取材では、3月1日に一般女性と結婚していたことを発表した。5月終了時点で21試合に登板し、4勝1敗11ホールド・防御率0.98とフル回転していたが、6月は月間3敗を喫するなど調子を落とし、7月8日の日本ハム戦で敗戦投手となると、その後はホールド機会が減少した。ただ、この年のチームは6月に新型コロナウイルスの陽性者が相次いで活動停止、8月にも陽性者が続出しており、シーズンを通して一軍に帯同したリリーバーは津森とモイネロのみ。そのモイネロも寝違えや左肩違和感でベンチを外れた期間があった中、津森は短期間の離脱も無くブルペンを支え、8月24日の楽天戦ではプロ初セーブを記録。この年は51試合の登板で4勝6敗18ホールド1セーブ・防御率2.91という成績を残し、オフに1100万円増となる推定年俸4100万円で契約を更改した。
2023年は4年連続となる開幕一軍入りを果たし、主に7回のセットアッパーを任された。5月12日のオリックス戦では1点リードの7回裏から登板し、一死走者無しで迎えた頓宮裕真への4球目で自己最速となる156km/hを計測。7月4日終了時点でリーグ最多34試合に登板して3勝1敗・防御率3.03、リーグ2位タイの16ホールドを記録すると、翌5日に自身2年ぶり2度目のオールスターに選出され、球宴第2戦に4番手として登板した。後半戦は8月21日に疲労を考慮されて登録抹消となり、9月1日に一軍復帰。引き分け以上でCS進出が決定する10月7日の楽天戦では同点の延長11回裏、二死一・三塁という場面から登板し、イニング跨ぎで12回裏も無失点に抑え、チームをCS進出に導いた。この年はチームトップの56試合に登板し、4勝4敗22ホールド・防御率3.51を記録。ポストシーズンではロッテとのCSファーストステージ第3戦、3点リードの延長10回裏から登板したが、連打でピンチを招くと、藤岡裕大に同点3点本塁打を打たれて降板。後を受けた大津亮介も失点し、チームはサヨナラ負けで敗退が決定した。オフに2500万円増となる推定年俸6600万円で契約を更改した。
2024年は春季キャンプを体調不良で一時離脱し、その後は練習復帰したものの、2月23日に左下肢のコンディション不良で練習不参加となり、左足関節の炎症と診断され、翌24日からリハビリ組に合流した。3月12日の春季教育リーグで実戦復帰を果たし、翌13日には一軍へ合流。そのまま開幕を一軍で迎え、3月31日のオリックス戦で同点の6回裏からシーズン初登板となり、1イニングを三者凡退に抑えると、直後にチームが得点して勝利したことで津森にシーズン初勝利が記録された。その後も津森が抑えた直後にチームが勝ち越すことが多く、4月終了時点で11試合に登板し、4勝0敗6ホールド・防御率0.00を記録。12試合目の登板となった5月4日の西武戦でシーズン初失点・初黒星を喫したが、翌5日の同カードで無失点に抑えて以降は17試合連続無失点を記録した。8月前半は、一死も奪えずに降板した登板が2試合あったなど調子を落としたが、8月28日のオリックス戦では1点リードの7回表二死満塁から登板。小久保裕紀監督は「状態が上がってこっち的にはもういけるかなという判断で、今日はあのポジションにしたんですけど」と話したものの、結果は3者連続押し出し四死球で逆転を許し、試合後には二軍再調整が決定した。9月22日に出場選手登録され、この年は48試合の登板で5勝2敗17ホールド・防御率2.13を記録し、チームのリーグ優勝に貢献。ポストシーズンでも横浜DeNAベイスターズとの日本シリーズで2試合に登板し、オフに700万円増となる推定年俸7300万円で契約を更改した。
2025年は開幕戦の対ロッテ1回戦（みずほPayPay）、先発有原航平が7回7失点で降板した後に登板し2イニング1失点。その後4月に入り6試合連続無失点だったが、27日対楽天6回戦（楽天モバイル）で2-2の延長11回裏に登板、無死から2連打、申告敬遠の後渡邊佳明にサヨナラ安打を打たれシーズン初の敗戦を喫すると、次の登板となった30日の対日本ハム4回戦（みずほPayPay）でも田宮裕涼に本塁打を喫するなど0回2/3を被安打4で2失点し、同日までで1勝1敗、防御率3.72と調子が上がらないため、小久保監督に「（二軍で）本来のストレートを投げてこい」と課題を与えられ 5月1日登録抹消となる。6月19日に再登録され、同日の対広島3回戦（マツダスタジアム）で16-2と大量リードの後9回1イニング無失点で抑えた翌20日、対阪神1回戦（甲子園）で延長10回2-1とリードした後に登板、1安打は許したものの無失点に抑え、自身3年ぶりのセーブを記録した。しかし次の登板となった22日の対阪神3回戦（同）では、6回表先頭打者を打ち取り1死の後、大学の先輩でもある中野拓夢に頭部死球を与え危険球退場となった。

## 選手としての特徴
インステップ気味のサイドスローから投げ込まれるストレートは最速156km/hを計測。変化球はプロ入り2年目までスライダーとチェンジアップの2球種であったが、チェンジアップに代わる球種として、2年目終了後のオフにフォークを習得し、決め球にも使用している。
ストライクゾーン内で強気に攻める投球が持ち味であり、高い奪三振能力を誇る。

## 詳細情報

### 年度別投手成績
| 年 度     | 球 団        | 登 板 | 先 発 | 完 投 | 完 封 | 無 四 球 | 勝 利 | 敗 戦 | セ 丨 ブ | ホ 丨 ル ド | 勝 率 | 打 者 | 投 球 回 | 被 安 打 | 被 本 塁 打 | 与 四 球 | 敬 遠 | 与 死 球 | 奪 三 振 | 暴 投 | ボ 丨 ク | 失 点 | 自 責 点 | 防 御 率 | W H I P |
| --------- | ------------ | ----- | ----- | ----- | ----- | -------- | ----- | ----- | -------- | ----------- | ----- | ----- | -------- | -------- | ----------- | -------- | ----- | -------- | -------- | ----- | -------- | ----- | -------- | -------- | ------- |
| 2020      | ソフトバンク | 14    | 0     | 0     | 0     | 0        | 1     | 0     | 0        | 3           | 1.000 | 72    | 16.1     | 15       | 2           | 8        | 0     | 1        | 17       | 1     | 0        | 5     | 5        | 2.76     | 1.41    |
| 2021      | ソフトバンク | 45    | 0     | 0     | 0     | 0        | 1     | 0     | 0        | 11          | 1.000 | 132   | 33.0     | 24       | 2           | 8        | 1     | 2        | 43       | 0     | 0        | 8     | 8        | 2.18     | 0.97    |
| 2022      | ソフトバンク | 51    | 0     | 0     | 0     | 0        | 4     | 6     | 1        | 18          | .400  | 193   | 46.1     | 36       | 4           | 24       | 1     | 2        | 51       | 0     | 0        | 17    | 15       | 2.91     | 1.29    |
| 2023      | ソフトバンク | 56    | 0     | 0     | 0     | 0        | 4     | 4     | 0        | 22          | .500  | 202   | 48.2     | 37       | 4           | 21       | 2     | 3        | 44       | 0     | 0        | 20    | 19       | 3.51     | 1.19    |
| 2024      | ソフトバンク | 48    | 0     | 0     | 0     | 0        | 5     | 2     | 0        | 17          | .714  | 180   | 42.1     | 31       | 1           | 20       | 2     | 6        | 38       | 1     | 0        | 10    | 10       | 2.13     | 1.20    |
| 通算：5年 | 通算：5年    | 214   | 0     | 0     | 0     | 0        | 15    | 12    | 1        | 71          | .556  | 779   | 186.2    | 143      | 13          | 81       | 6     | 14       | 193      | 2     | 0        | 60    | 57       | 2.75     | 1.20    |

- 2024年度シーズン終了時

### 年度別守備成績
| 年 度 | 球 団        | 投手  | 投手  | 投手  | 投手  | 投手  | 投手     |
| 年 度 | 球 団        | 試 合 | 刺 殺 | 補 殺 | 失 策 | 併 殺 | 守 備 率 |
| ----- | ------------ | ----- | ----- | ----- | ----- | ----- | -------- |
| 2020  | ソフトバンク | 14    | 0     | 1     | 1     | 0     | .500     |
| 2021  | ソフトバンク | 45    | 4     | 6     | 0     | 1     | 1.000    |
| 2022  | ソフトバンク | 51    | 3     | 7     | 0     | 1     | 1.000    |
| 2023  | ソフトバンク | 56    | 2     | 7     | 0     | 1     | 1.000    |
| 2024  | ソフトバンク | 48    | 0     | 6     | 0     | 0     | 1.000    |
| 通算  | 通算         | 214   | 9     | 27    | 1     | 3     | .973     |

- 2024年度シーズン終了時

### 記録
初記録
- 初登板：2020年6月21日、対千葉ロッテマリーンズ3回戦（福岡PayPayドーム）、2回表無死から2番手で救援登板、3回0/3 1失点
- 初奪三振：同上、2回表に藤岡裕大から空振り三振
- 初勝利：2020年6月24日、対埼玉西武ライオンズ2回戦（メットライフドーム）、5回裏に3番手で救援登板、1回1/3無失点
- 初ホールド：2020年7月2日、対北海道日本ハムファイターズ1回戦（札幌ドーム）、7回裏に4番手で救援登板、1回2失点
- 初セーブ：2022年8月24日、対東北楽天ゴールデンイーグルス17回戦（楽天生命パーク宮城）、11回裏に6番手で救援登板・完了、1回無失点

その他の記録
- 初登板で対戦した第1打者に被本塁打：2020年6月21日、対千葉ロッテマリーンズ3回戦（福岡PayPayドーム）、2回表に井上晴哉に中越満塁本塁打 ※史上76人目、満塁本塁打被弾は2リーグ制後初
- オールスターゲーム出場：2回（2021年、2023年）

### 背番号
- 11（2020年[12] - ）

### 代表歴
- 2017年 第41回 日米大学野球選手権大会 日本代表[93]
- 2018年 第42回 日米大学野球選手権大会 日本代表[94]
- 2018年 第29回 ハーレムベースボールウィーク 日本代表[95]